# Franciszek Aranha
Franciszek Aranha SJ, (pt.) Francisco Aranha (ur. 1551 w Bradze, zm. 16 lipca 1583 w Cuncolim) – błogosławiony Kościoła katolickiego, męczennik, ofiara prześladowań antykatolickich w Indiach, brat zakonny.

## Życiorys
Do Indii przybył ze swym wujem Gasparem de Leão Pereira, który był pierwszym arcybiskupem Goa. Do Towarzystwa Jezusowego wstąpił 1 listopada 1571. Powołanie realizował jako brat zakonny w Koczin i Goa. Od 1577 roku przebywał na terenie Salsette, gdzie w ramach działającej tam misji pracował przy budowach kościołów i kaplic.
Zmarł 16 lipca 1583 r. zadręczony na śmierć, ciężko ranny, przebity włócznią i cięty szablą dnia poprzedniego w pogromie zgotowanym przez podburzonych przez lokalnych hinduskich guru wieśniaków w trakcie stawiania krzyża w Cuncolim na wyspie Salsette.

## Beatyfikacja
Beatyfikacji w grupie Męczenników z Salsette dokonał Leon XIII w dniu 30 kwietnia 1893 roku. Wspomnienie liturgiczne Franciszka Aranhy obchodzone jest 25 lipca.